# 神奈川県道307号辻堂停車場羽鳥線

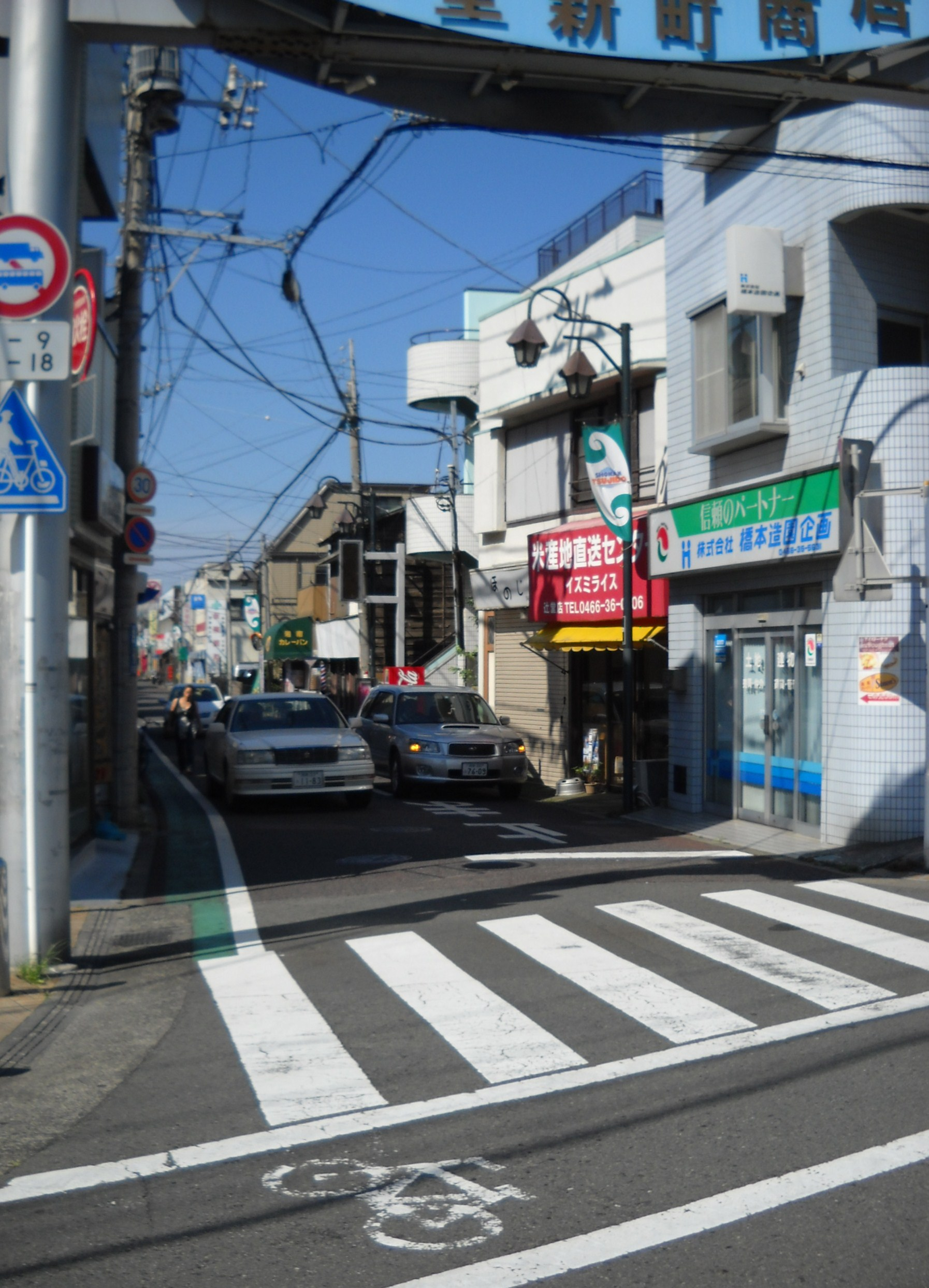

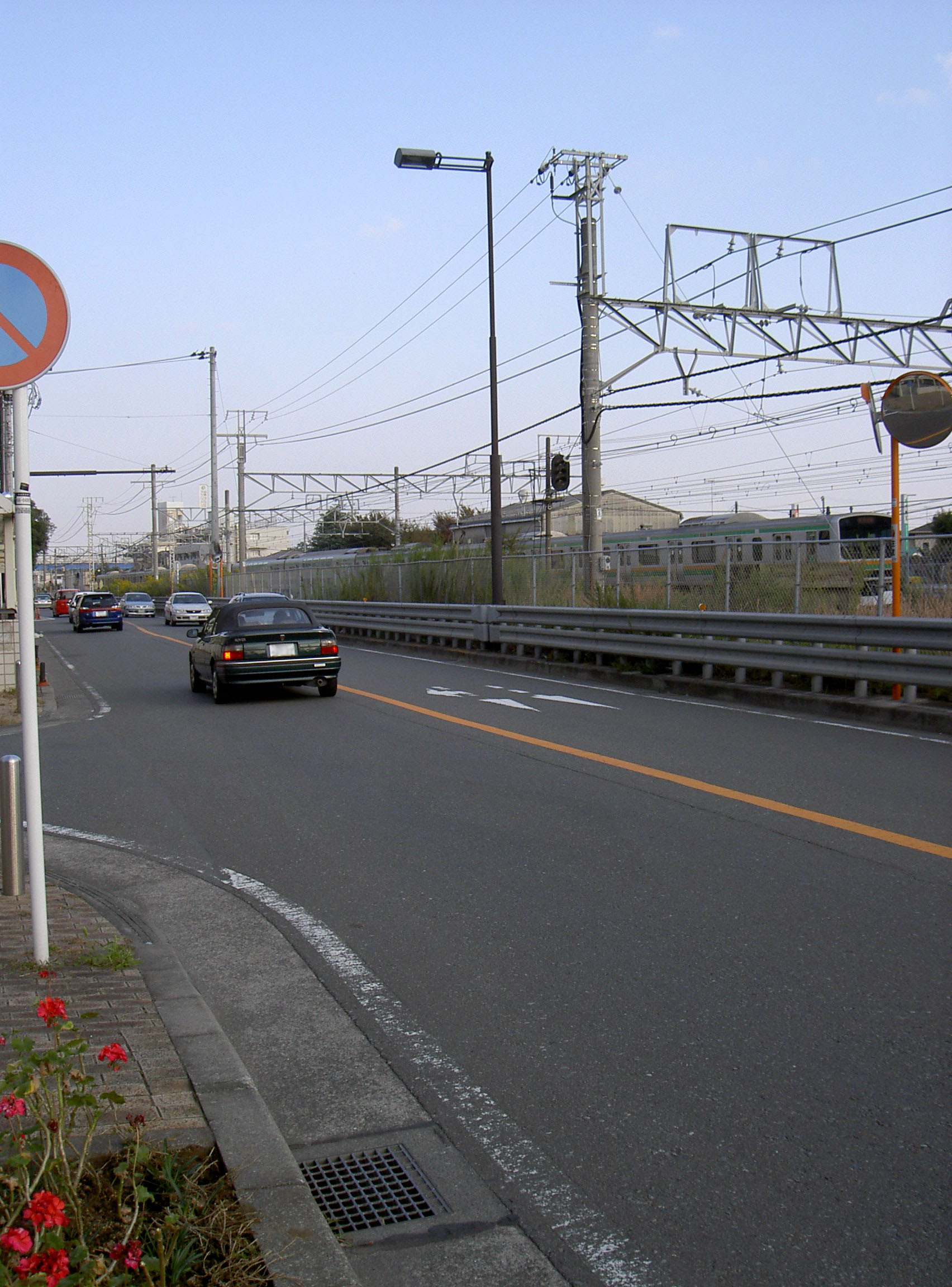

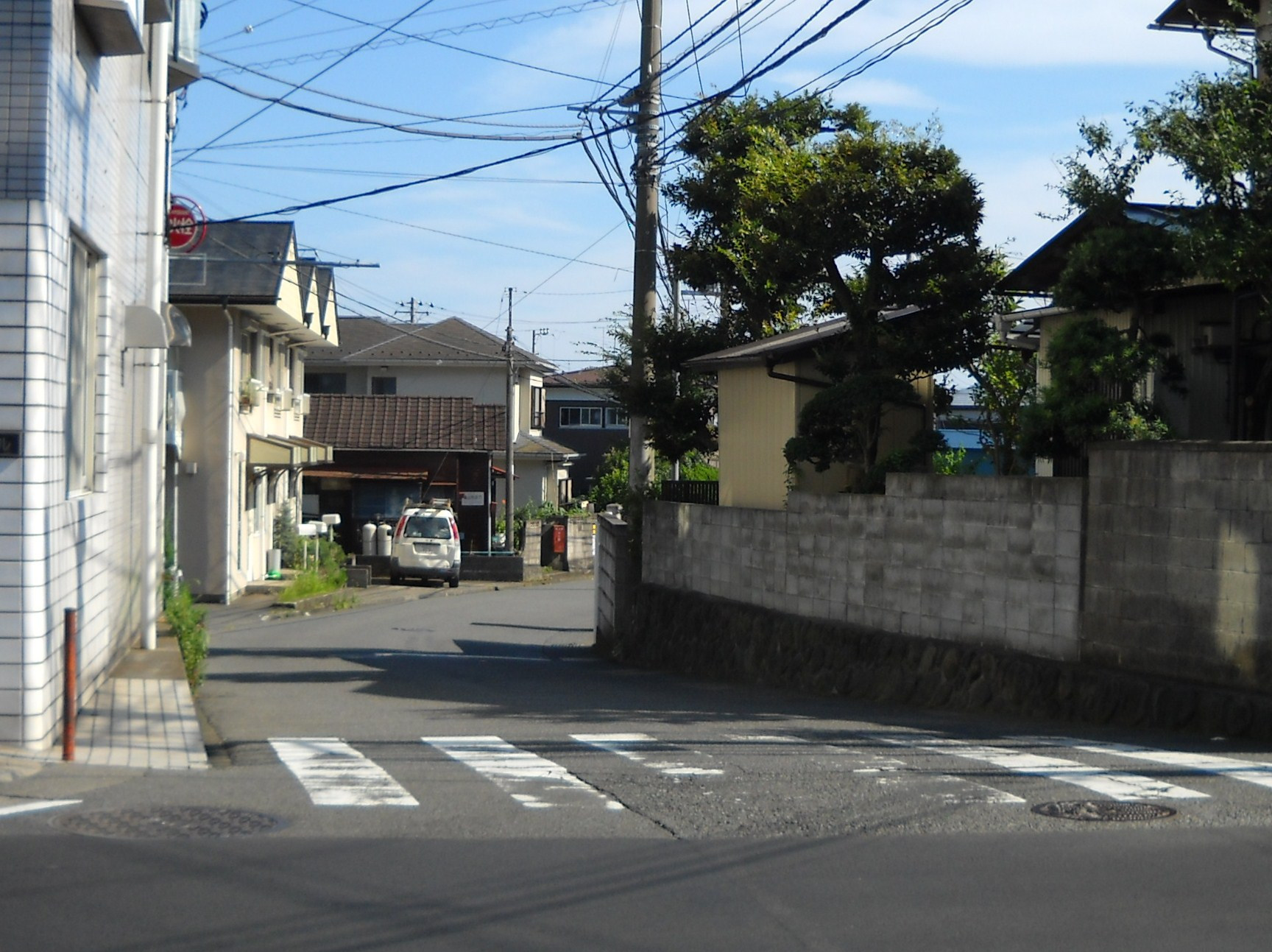
終点の様子

神奈川県道307号辻堂停車場羽鳥線（かながわけんどう307ごう つじどうていしゃじょうはとりせん）は、神奈川県藤沢市を起点・終点とする一般県道。全区間が藤沢市に属する。

## 概要
- 総延長：1.4 km
- 起点：藤沢市辻堂新町 辻堂駅北口交差点
- 終点：藤沢市羽鳥 信号交差点

## 経路および交差道路
藤沢市西部、辻堂駅北側から北東の旧明治村役場へ向かって延びる路線である。辻堂新町商店街を貫いている。
- 辻堂駅北口交差点 - 藤沢市道辻堂駅遠藤線、辻堂駅初タラ線
- 信号交差点（羽鳥） - 神奈川県道44号伊勢原藤沢線

## 沿革
- 1935年（昭和10年）8月24日 - 国道1号（現在の神奈川県道44号伊勢原藤沢線）と湘南海岸道路（現在の国道134号）を連絡する、神奈川県道辻堂線の一部として開通。